# Balie (advocatuur)
De balie is in verschillende landen een beroepsvereniging van advocaten. In sommige landen is een balie verantwoordelijk voor de regels rond de advocatuur, in andere landen zijn het belangenverenigingen, in vele gevallen vervult de balie beide soorten opdrachten.

## België
In België moet een advocaat zich aansluiten bij de balie van zijn gerechtelijk arrondissement. De balie van Brussel bestaat uit een Nederlandse en een Franse Orde van Advocaten. Er is daarnaast ook nog een balie bij het Hof van Cassatie. De balie wordt geleid door een stafhouder, verkozen door de leden van de balie. De stafhouder wordt ondersteund door de leden van de raad van de Orde die mee de dagelijkse werking verzorgen.
Wie een burgerlijke procedure voert voor het Hof van Cassatie moet een beroep doen op een beperkte lijst van advocaten die exclusief is ingeschreven op de specifieke balie van cassatie.

## Verenigde Staten
De werking van de balie (Engels: bar association) is geregeld op het niveau van de staten. In een kleine meerderheid van de staten is er één eengemaakte verplichte balie (veelal state bar) waar een advocaat lid van dient te zijn om zijn praktijk te kunnen uitoefenen. In de andere staten bestaan balies eerder als vrijblijvende belangenverenigingen.

## Zwitserland
De organisatie van de balie (Duits: kantonales Anwaltsregister, Frans: registre cantonal, Italiaans: registro cantonale) is geregeld op kantonnaal niveau.